# Pfarrhaus (Eppishausen)

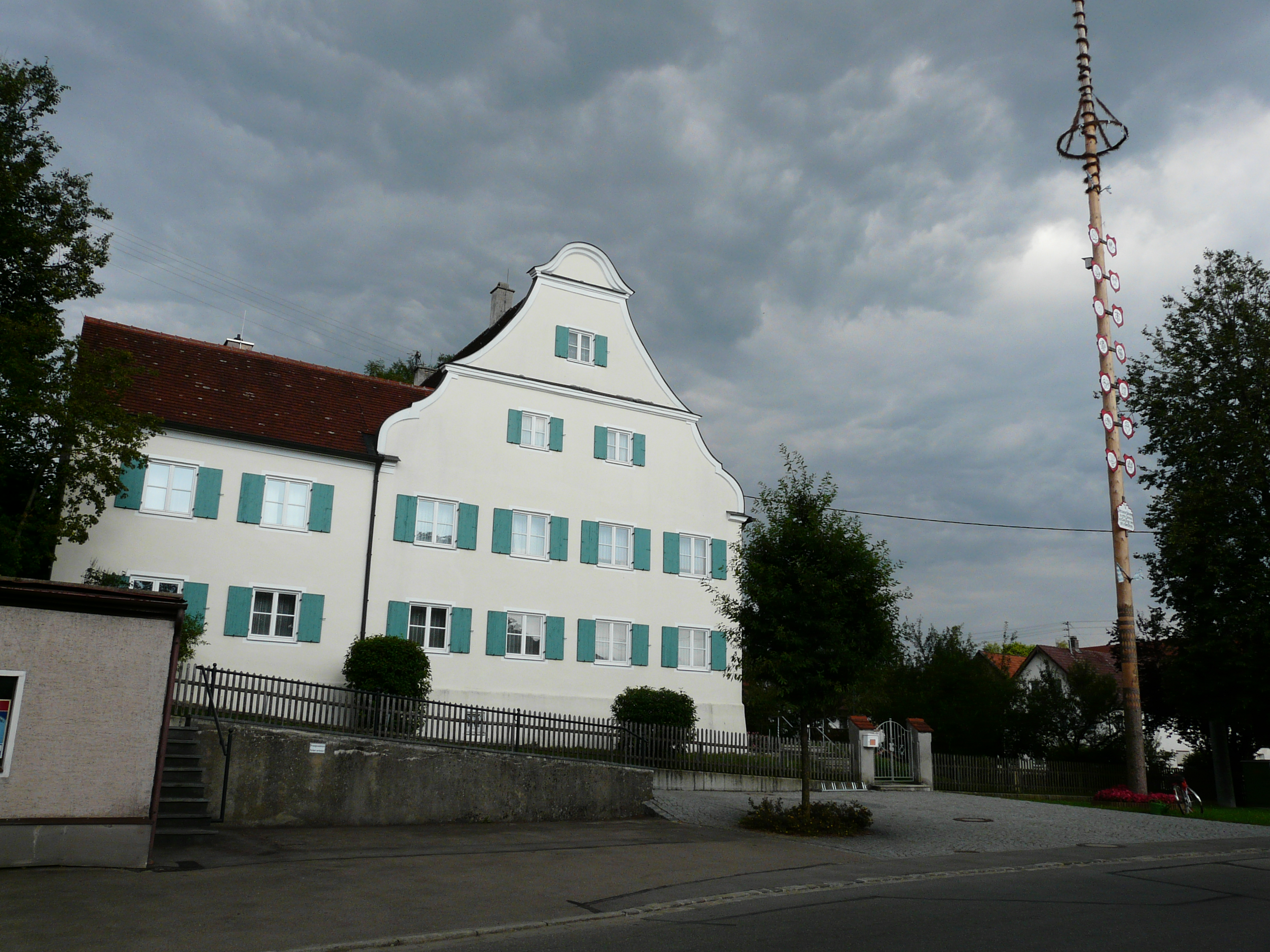
Pfarrhaus in Eppishausen

Das Pfarrhaus in Eppishausen, einer Gemeinde im Landkreis Unterallgäu im bayerischen Regierungsbezirk Schwaben, wurde 1764/68 errichtet. Das ehemalige Pfarrhaus an der Kirchheimer Straße 5, am südwestlichen Fuß des Kirchbergs, ist ein geschütztes Baudenkmal.

## Baubeschreibung
Der zweigeschossige Satteldachbau mit Traufgesims und Schweifgiebel über Volutenanschwüngen besitzt sechs Fensterachsen an der Hauptfassade. Der Westflügel wurde in der 1. Hälfte des 19. Jahrhunderts angebaut und dessen Schweifgiebel ist durch Gesimse in drei Geschosse geteilt. Das unterste Geschoss des Giebels besitzt zwei Rechteckfenster und ist von abgetreppten Volutenschwüngen begrenzt. Das mittlere Giebelgeschoss wird von konkaven Schrägen begrenzt und enthält ein Rechteckfenster. Abgeschlossen wird der Aufbau mit einem geschweiften Segmentgiebel. Der Eingang zum Gebäude erfolgt durch eine Tür in der dritten Achse von Westen auf der Südseite. Davor ist eine erneuerte zweiläufige Freitreppe vorhanden. Oberhalb der Türe ist eine Rundbogennische vorhanden. Der Flur im Erdgeschoss besitzt eine Flachdecke über einer Kehle. Teilweise sind noch gefelderte Türer aus der Erbauungszeit des Gebäudes vorhanden. An der Nordseite führt ein Treppenhaus mit Brettbalustern am Geländer in das Obergeschoss.

## Innenausstattung
Noch 1971 werden mehrere historische Ausstattungsstücke in der Literatur genannt. So die gefasste Holzfigur der Armen Seelen aus dem 18. Jahrhundert, ein Vortragekruzifix mit rebenumschlungenem Kreuz aus dem zweiten Viertel des 18. Jahrhunderts. Aus der gleichen Zeit stammt auch die Figur einer weiblichen Heiligen mit Buch. Das große Kruzifix im Erdgeschoss wurde um 1760/1770 geschaffen. Johann Nepomuk Weckerle aus Edelstetten hat vermutlich das Gemälde der Maria vor dem Jesukind um 1870 geschaffen. Die drei Fastenbilder mit der Darstellung Jesus am Ölberg, die Dornenkrönung und die Geißelung sind auf der Rückseite mit Edelstetten d. 15. März 1873 bezeichnet und dürften somit ein Werk des Malers Weckerle sein. Das rundbogig geschlossene Bild mit Maria und ihren Eltern stammt aus der Mitte des 19. Jahrhunderts. Die Halbfigur der Mater Dolorosa aus der zweiten Hälfte des 19. Jahrhunderts. Eine aquarellierte Federzeichnung zeigt die Ansicht von Kirche und Pfarrhof. Die mit Plan über den Grundbesitz des Pfarrwiddums in Eppishausen bezeichnete Zeichnung stammt aus dem 19. Jahrhundert. In einem Zyklus aus 12 geschweiften Bildern wird Jesus mit den Aposteln dargestellt. Die Halbfiguren wurden in der zweiten Hälfte des 19. Jahrhunderts geschaffen. Im Obergeschoss befinden sich zwei holzgeschnitzte und bemalte Wappen. Diese sind für Cajetan Josef Graf Fugger (1731–1764, Herr von Kirchheim) und seiner Ehefrau Maria Anna, geborene Stein von Rechtenstein.